# 東洋一 (林田健司のアルバム)
『東洋一』（とうよういち）は、林田健司の9枚目のオリジナル・アルバム。
1997年9月22日にビクターエンタテインメントより発売された。
近年ではデジタル・ダウンロードで入手可能。

## 概要
ビクターエンタテインメント移籍第一弾『Marron』から1年4か月ぶりのオリジナル・アルバム。
先行シングル「青春謳歌」収録。

## 音楽性
1994年発売のSMAPへの提供楽曲「君色思い」（テレビアニメ『赤ずきんチャチャ』オープニングテーマ曲）のセルフカバーは、原曲よりもテンポを落として編曲された上でレコーディングされている。

## アートワーク
林田が東洋一のボクサーのチャンピオンの設定になっており、ジャケット写真にチャンピオンベルトが大きく載せられ、ブックレットにはボクサー姿の写真を使った立て看板、ボクサーパンツ、シューズ、グローブ、ゴングなどの写真が掲載されている、

## 収録曲
全作曲／（特記以外）作詞・編曲：林田健司
1. 青春謳歌　（5:02）
作詞：森浩美　編曲：白井良明
2. 君色思い　（6:04）
編曲：長岡成貢
3. Crime of god ～神様はいないのかい?～　（5:15）
作詞：森浩美　編曲：宗像仁志
4. Loose-Room Showtime　（4:27）
作詞：戸沢暢美　編曲：宗像仁志
5. ちょっと待って　（6:10）
作詞：森浩美　編曲：長岡成貢
6. オブラート LOVE　（5:11）
編曲：笹川修宏
7. カルトな二人　（5:18）
作詞：戸沢暢美　編曲：笹川修宏
8. Yellow Man　（4:48）
編曲：笹川修宏
9. Wee Yoo! ダイナミック ドンドン　（2:45）
10. テインダリン ～涙の近くにいたいかい～　（5:19）
作詞：戸沢暢美　編曲：宗像仁志
11. STAY　（6:28）